# 7446 Hadrianus
7446 Hadrianus è un asteroide della fascia principale. Scoperto nel 1973, presenta un'orbita caratterizzata da un semiasse maggiore pari a 3,1175520 UA e da un'eccentricità di 0,0835528, inclinata di 1,76965° rispetto all'eclittica.
Il nome fa riferimento all'imperatore romano Adriano scritto in lingua inglese.